# Sinagoga de Iosefin
La Sinagoga de Iosefin (en romanès: Sinagoga din Iosefin) és una sinagoga ortodoxa que es troba a Iosefin, un barri de Timișoara (Romania). Va ser construïda el 1910, és la més "nova" de les tres sinagogues que hi ha a la ciutat, i l'única que encara funciona.
La sinagoga va ser originalment usada pels creients jueus ortodoxos. Una escola primària i un jardí d'infància havien funcionat en el recinte. El nom tempero és a causa de l'arquitectura de l'edifici, en comparació dels antics oratorios jueus més petits.